# Cozzo Collura
Cozzo Collura, è un'ampia località rurale posizionata a circa 2 km ad est dell'attuale centro urbano di Solarino. Al suo interno, particolare importanza assume la zona archeologica che presenta reperti relativi a due distinti periodi storici (IV - III secolo a.C. e II - IV secolo d.C.), ma anche l'insediamento della masseria, esempio rilevante di architettura storica rurale frequente nella campagna siracusana, risalente al Cinquecento e luogo di residenza dei feudatari Platamone, prima, e successivamente, dei Requesens o Requisenz.

## Scavi archeologici
I primi scavi nella zona furono effettuati tra la fine dell'Ottocento e gli inizi del Novecento da Paolo Orsi che scoprì alcune tombe a campana risalenti al IV - III secolo a.C., nonché del materiale di età più recente del sepolcro dov'era stato ritrovato: uno scheletro e due monete di Costantino del IV secolo, segno che l'area era stata abitata da e per diverso tempo (si stima dal IV secolo a.C. all'XI secolo). Ulteriori scavi furono fatti nel 1978 ad opera della Sovrintendenza Archeologica di Siracusa ed in tale occasione, vennero riportati alla luce, la testa di una statuetta fittile del tipo "Demetra e Kore", cioè "accostabile ai tipi siracusani della prima metà fra IV e III secolo a.C."; frammenti di ceramica a vernice nera ed acroma sempre riferibili al IV secolo a.C., ma soprattutto dei reperti riferibili al periodo romano e al Medioevo, come frammenti di vasetti, un bacino di ceramica, quattro fibbie ed una punta di coltello in ferro.
Tra i ruderi, invece, si annoverano:
1. la Grotta di San Paolo (Rutta 'i San Paulu) cavità naturale ipogeica, a pianta quasi circolare dal diametro di 15 metri circa e profonda circa 4 metri, all'interno della quale trovava una piccola sorgente d'acqua e dove, secondo la leggenda - come riferito dal Pitrè - si riposò l'Apostolo delle Genti e furono ritrovati: la statua lignea del Santo che attualmente è custodita in chiesa madre, una scodella, un cucchiaio di legno ed un pentolino.
2. il Pozzo di San Paolo (Puzzu 'i San Paulu) o Pozzo della chiesa (Puzzu â Cresia), consistente in un pozzo di acqua sorgiva profondo circa 8 metri e protetto da puteale rettangolare in muratura e conci di pietra calcarea, nel quale è impressa quella che, stando alle credenze popolari doveva essere l'"impronta del piede di San Paolo" che fece scaturire l'acqua dal suolo[2]. Accanto ad esso sono posti due blocchi di calcare incavati, al fine di contenere l'acqua per dissetare gli animali. Sempre secondo la tradizione, tale acqua sarebbe taumaturgica e che per miracolo di San Paolo non si sarebbe mai esaurita[3]. Ed in effetti, tale pozzo non solo approvvigionò i solarinesi fino al 1927, anno in cui venne inaugurata la rete idrica, ma ancora oggi è attivo.
3. La cosiddetta Chiesa di San Paolo, costruzione paleocristiana con ingresso a Nord-Ovest situata vicino al Pozzo di San Paolo, della quale, dopo il crollo causato dal Terremoto del Val di Noto del 1693, sono rimasti soltanto il pavimento e la base dei muri settentrionali ed occidentali. Dai rilievi effettuati si è potuto appurare, poi, che era formata da un'aula di m 13x7 e da un presbiterio di m 3,6 x 3,7, che sotto il pavimento vi era un secondo piano di calpestio e che sotto quest'ultimo, in corrispondenza del gradino che dall'aula immetteva nel presbiterio, vi era una struttura muraria che definivano una fossa comune per la sepoltura dei cadaveri.